# Vente privée
Pour les articles homonymes, voir Vente privee.

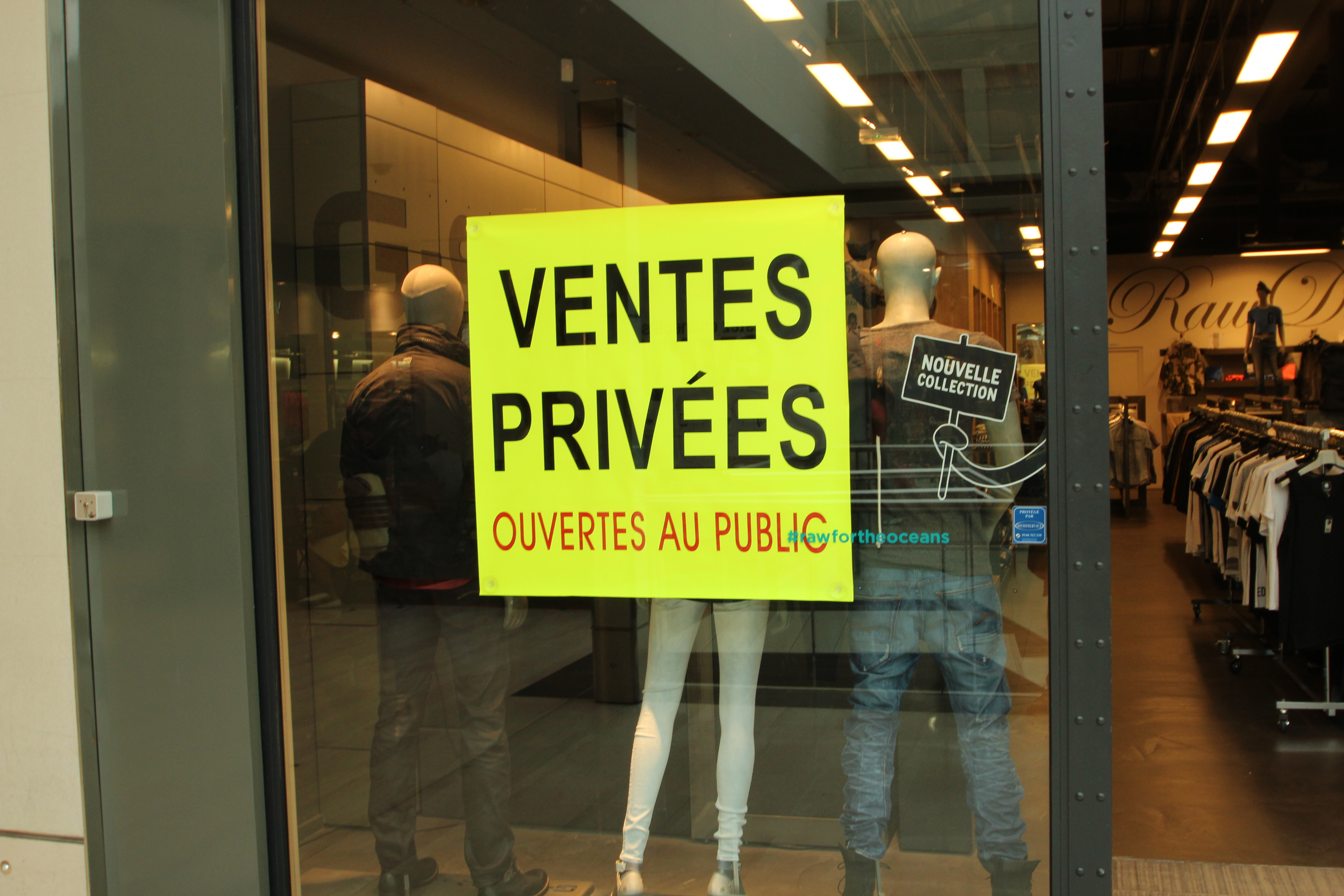
Ventes privées à Évry (2015)

L'expression vente privée est susceptible de désigner :
1. la vente d'un ou plusieurs articles personnels proposée par une personne privée
2. un néologisme de la langue française portant sur la vente d'articles par un ou des professionnels et se caractérisant par :
  - une durée passagère, c'est-à-dire, limitée dans le temps ;
  - une offre à prix réduit, c'est-à-dire inférieur au prix dit de marché ;
  - dont l'accès est limité à des personnes privées (d'où le qualificatif privées) invitées à profiter de l'offre.

Dans ce dernier cas, l'effet du recours à cette désignation est d'éviter l'application stricte du cadre légal auquel sont soumises les opérations de vente revêtant un caractère exceptionnel comme les soldes ou le déstockage de biens destinés à être vendus au détail.
Inversement, une vente de ce type peut être utilisée pour le lancement d'un nouveau produit.
Ce type de vente peut être réalisé tant dans une surface de vente (boutique, magasin, grande surface) que par l’intermédiaire d'un site de vente en ligne. De telles ventes peuvent être organisées tant directement par une marque, que par un détaillant spécialiste du déstockage.
Les ventes privées permettent aux entreprises d’écouler leurs stocks, sans pour autant faire concurrence à leurs circuits de distribution principaux. Chaque jour, de nouvelles offres de grandes marques sont disponibles sur les sites de ventes privées, pour une durée limitée, allant de quelques heures à quelques jours suivant l’offre proposée. Les rabais proposés sont compris généralement entre -20 % et -80 %,,.
A l'origine, pour accéder aux ventes privées et bénéficier de leurs réductions, il fallait être invité par l'un de ses membres. L'accès à une opération de vente privée est par nature réservé à une clientèle restreinte, sélectionnée par la réunion de caractéristiques. Néanmoins, aujourd'hui, sur la plupart des sites, il suffit généralement de s'inscrire directement afin d'obtenir un accès direct aux ventes privées.
Une telle vente peut être agrémentée d'une publicité lui conférant un aspect événementiel.

## Pratiques commerciales douteuses, concurrence déloyale et pratiques illicites
Les ventes privées sont régulièrement soupçonnées et/ou convaincues de comporter des pratiques commerciales peu recommandables comme la concurrence déloyale ou encore des pratiques commerciales trompeuses ou agressives,, ainsi que des escroqueries.